# Gustaf Samuel Gyllenborg
Gustaf Samuel Gyllenborg, född 2 februari 1695, död 13 september 1756 i Helsingfors, var en svensk greve, landshövding och lagman.

## Biografi
Gustaf Samuel Gyllenborg föddes 1695. Han var son till Jakob Gyllenborg och friherrinnan Anna Catharina Thegner. Gyllenborg blev 20 maj 1707 student vid Uppsala universitet och fängslades under sina utrikes resor 1717 i Holland på konungen av England begäran. Han blev 22 juni 1719 kanslijunkare och 21 januari 1720 protokollssekreterare vid Justitierevisionen. Han blev lagman i Ångermanlands och Västerbottens lagsaga 27 november 1730 och i Värmlands lagsaga 24 november 1733. Gyllenborg blev 2 juni 1746 landshövding i Nylands och Tavastehus län och utnämndes 26 september 1748 till riddare av Nordstjärneorden. Han avled 1756 i Helsingfors och begravningen skedde 17 september samma år i Helsinfors stadskyrka. Begravdes i Oxenstiernska graven i Bro kyrka tillsammans med sin fru grevinnan Vendela Helena Oxenstierna af Croneborg.

### Familj
Gyllenborg gifte sig första gången med Christina Charlotta Gripenborg (död 1738), dotter till underståthållaren Johan Gripenborg och Barbro Törne. Han gifte sig andra gången 15 april 1740 med grevinnan Vendela Helena Oxenstierna af Croneborg (1721–1797), dotter till överstelöjtnanten greve Carl Oxenstierna af Croneborg och friherrinnan Vendela Magnona Fleming af Liebelitz.